# Zlatar (Bulgarije)
Zlatar (Bulgaars: Златар) is een dorp in het oosten van Bulgarije. Het dorp ligt in de gemeente  Veliki Preslav, oblast Sjoemen. Het dorp ligt hemelsbreed ongeveer 18 km ten zuidwesten van Sjoemen en 299 km ten noordoosten van Sofia.

## Bevolking
Op 31 december 2020 telde het dorp Zlatar 921 inwoners. Het aantal inwoners toont al tientallen jaren een dalende trend: in 1934 woonden er nog 2.874 personen in het dorp.
| Bevolkingsontwikkeling van Zlatar tussen 1934 en 2020 |
| ----------------------------------------------------- |
|                                                       |
| ■ Volkstellingen ■ Schatting                          |

Het dorp heeft een gemengde bevolking: er wonen Bulgaren, Turken en Roma. In 2011 identificeerden 397 van de 1.003 ondervraagden zichzelf als etnische Bulgaren, oftewel 39,6% van alle ondervraagden. 303 ondervraagden noemden zichzelf etnische Turken (30,2%), terwijl 294 ondervraagden zichzelf Roma noemden (29,3%).
| Etnische samenstelling van de respondenten (2011) | Etnische samenstelling van de respondenten (2011) | Etnische samenstelling van de respondenten (2011) | Etnische samenstelling van de respondenten (2011) | Etnische samenstelling van de respondenten (2011) |
| ------------------------------------------------- | ------------------------------------------------- | ------------------------------------------------- | ------------------------------------------------- | ------------------------------------------------- |
|                                                   |                                                   |                                                   |                                                   |                                                   |
| Bulgaren                                          | Bulgaren                                          |                                                   | 39,6%                                             | 39,6%                                             |
| Turken                                            | Turken                                            |                                                   | 30,2%                                             | 30,2%                                             |
| Roma                                              | Roma                                              |                                                   | 29,3%                                             | 29,3%                                             |
| Anders/Onbekend                                   | Anders/Onbekend                                   |                                                   | 0,9%                                              | 0,9%                                              |

Van de 1.032 inwoners die in februari 2011 werden geregistreerd, waren er 161 jonger dan 15 jaar oud (15,6%), gevolgd door 614 personen tussen de 15-64 jaar oud (59,5%) en 257 personen van 65 jaar of ouder (24,9%).